# San Diego Mojo
Le San Diego Mojo sono una franchigia pallavolistica femminile statunitense, con sede a San Diego (California): militano nella Major League Volleyball.

## Storia
Le San Diego Mojo vengono fondate il 23 maggio 2023, diventando la sesta franchigia della Pro Volleyball Federation, su iniziativa dell'ex pallavolista e giocatrice di beach volley Kerri Walsh. In seguito viene annunciata la scelta del nome, ricaduta su San Diego Mojo, mentre come sede di gioco viene annunciata la Viejas Arena.  

## Rosa 2025
| N° | Nome                  | Ruolo | Data di nascita   | Nazionalità sportiva |
| -- | --------------------- | ----- | ----------------- | -------------------- |
| 1  | Rainelle Jones        | C     | 12 marzo 2000     | Stati Uniti          |
| 2  | Shara Venegas         | L     | 18 settembre 1992 | Porto Rico           |
| 3  | T'ara Ceasar          | S     | 20 luglio 1999    | Stati Uniti          |
| 4  | Oluoma Okaro          | O     | 2 aprile 1996     | Stati Uniti          |
| 6  | Kylie Pickrell        | P     | 5 settembre 1996  | Stati Uniti          |
| 7  | Ronika Stone          | C     | 7 giugno 1998     | Stati Uniti          |
| 8  | Kendra Dahlke         | S     | 29 dicembre 1996  | Stati Uniti          |
| 9  | Anna Church           | L     | 21 luglio 1993    | Stati Uniti          |
| 10 | Jenaisya Moore        | S     | 5 gennaio 2001    | Stati Uniti          |
| 11 | Yeliz Askan           | O     | 13 agosto 1987    | Turchia              |
| 12 | Rosir Calderón        | S     | 28 dicembre 1984  | Cuba                 |
| 15 | Yaasmeen Bedart-Ghani | O     | 8 gennaio 1996    | Stati Uniti          |
| 16 | Kamaile Hiapo         | L     | 5 ottobre 2000    | Stati Uniti          |
| 19 | Lee Da-yeong          | P     | 15 ottobre 1996   | Corea del Sud        |
| 21 | Regan Pittman         | C     | 18 marzo 1998     | Stati Uniti          |
| 23 | Elise McGhee          | O     | -                 | Stati Uniti          |
| 24 | Sarah Sponcil         | P     | 16 agosto 1996    | Stati Uniti          |
| 26 | Leyla Blackwell       | C     | 1º luglio 2002    | Stati Uniti          |
| 28 | Kayla Lund            | S     | 14 luglio 1999    | Stati Uniti          |
| 30 | Devyn Robinson        | O     | 9 luglio 2002     | Stati Uniti          |
| 31 | Maya Tabron           | S     | 16 febbraio 2002  | Svezia               |
| 32 | Lauren Page           | C     | 20 settembre 1996 | Stati Uniti          |
| 61 | Celia Cullen          | P     | 1º gennaio 2002   | Stati Uniti          |

      Practice squad